# 金杜律师事务所
金杜律师事务所（英語：King & Wood Mallesons）是國際综合律师事务所，位於澳大利亚、中国、中国香港、日本（东京）、新加坡和美国（纽约市和门洛帕克）都有办公室。現時，由于只有中国律师事务所可以在中国大陆提供中国法服务，因此中国注册的金杜律师事务所是全球唯一一家同时受当地监管机构允许提供中国法、澳大利亚法及香港法服务的国际律所。金杜律师事务所澳大利亚分部前身Mallesons Stephen Jaques是澳洲六大律所之一。金杜律师事务所中国大陆分部前身则是金杜律师事务所，一家总部在北京的中国大陆律师事务所，属八家红圈所之一。
2011年11月，金杜律师事务所和澳大利亚万盛国际律师事务所Mallesons Stephen Jaques决定合并，两所于2012年3月1日正式整合。新成立的金杜律师事务所（英文名King & Wood Mallesons）使用瑞士式协会（Swiss Verein）架构，有三間财政独立的合伙企业，分别位于澳大利亚和伦敦、香港特别行政区（原金杜律师事务所（中国）和Mallesons Stephen Jaques的香港办公室合并）、以及中国大陆。
金杜律师事务所最大的办公室位于悉尼，律师在总督菲臘之塔（Governor Philip Tower）的办公室多达八层，行政人员在总督麦戈理之塔（Governor Macquarie Tower）则有三层的办公室。
2016年底，金杜律师事务所欧洲及中东分部（主要由2013年合并的原SJ Berwin律师事务所组成）进入破产管理程序。

## 合并前历史

### 金杜律师事务所（中国）
金杜律师事务所（中国）是中国大陆1949年后成立的首批律师事务所之一，金杜创始人仍在中国国际贸易促进委员会工作。中国政府在1993年开始允许私人创立律师事务所，金杜成立。
金杜律师事务所（中国）的客户包括花旗银行、中国人寿、第29届奥林匹克运动会组织委员会、沃尔玛、中石油和中国银行。金杜律师事务所为中石油的IPO提供法律意见，这是中国历史上最大的IPO，公司市值超过一兆美圆，一度成为世界第一。

### 万盛国际

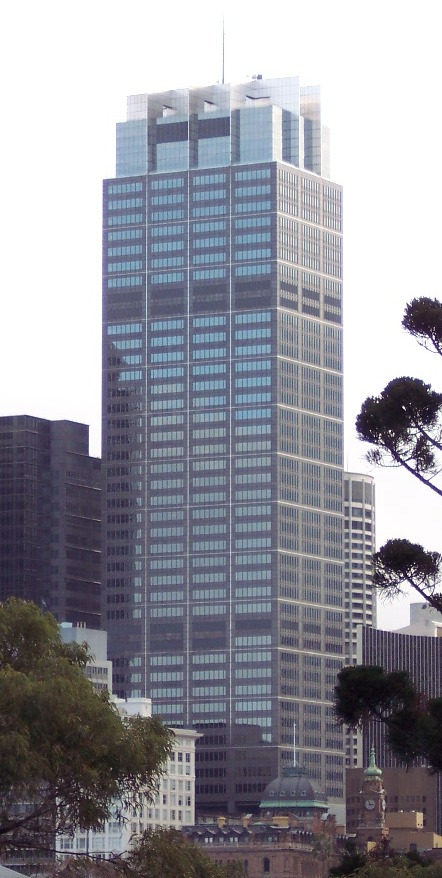
Governor Phillip Tower，原万盛国际的悉尼总部

万盛国际律师事务所（Mallesons Stephen Jaques）是澳大利亚六大律师事务所之一。

## 司法任命
许多金杜律师事务所在澳大利亚的前身的万盛国际律师事务所的前合伙人都獲任命为法官：
- 黑埃莉（Ashley Black），新南威爾斯州最高法院（宣誓就職於2011年7月4日）
- 屈朱莉（Julie Ward），新南威爾斯州最高法院（宣誓就職於2008年9月28日）
- 姬亞美（Emilios Kyrou），Supreme Court of Victoria（宣誓就職於2008年5月15日）
- 來個·白來的（Reg Barrett），新南威爾斯州最高法院（宣誓就職於2001年）

此外，一些萬盛律師在轉做大律師後也獲任命為法官，包括：
- 戴衞斯（David Davies），新南威爾斯州最高法院（宣誓就職於2009年6月29日）
- 翟葛珍（Jayne Jagot），Federal Court of Australia（宣誓就職於2008年9月3日）
- 連乃舟（Nigel Rein），新南威爾斯州最高法院（宣誓就職於2008年5月5日）
- 裴藍乃（Nye Perram），Federal Court of Australia（宣誓就職於2008年8月8日）
- 麥嘉露（Lucy McCallum），新南威爾斯州最高法院（宣誓就職於2008年1月30日）
- 百里察［百家姓有「百里」姓］[來源請求]（Richard White），新南威爾斯州最高法院（宣誓就職於2004年4月27日）
- 聶亨力（Henric Nicholas），新南威爾斯州最高法院（宣誓就職於2003年2月5日）
- 白里絲（Patricia Bergin），新南威爾斯州最高法院（宣誓就職於1999年3月1日）

金杜律师事务所在中国的前身事务所则没有律师成为过当地法官。

## 外部連結
- King & Wood Mallesons website （页面存档备份，存于）
  - Chinese firm website （页面存档备份，存于）
  - Australian firm website （页面存档备份，存于）
- China Law Insight blog （页面存档备份，存于）
- "The firm" （页面存档备份，存于），2002 China Daily article on King & Wood